# Ministeri de Ciència, Tecnologia i Espai d'Israel
El Ministeri de Ciència, Tecnologia i Espai d'Israel, es dirigit pel ministre de ciència, tecnologia, i espai. Aquesta és una de les posicions en el gabinet israelià. L'actual ministre és Danny Danon, del Likkud. Raleb Majadele, qui va ocupar el càrrec entre els anys 2006 i 2009, va ser el primer ministre musulmà del país. El ministre és responsable de definir la política nacional sobre les qüestions relacionades amb la ciència i la tecnologia a Israel, i la promoció de la recerca científica i tecnològica, d'infraestructura i projectes. A més, sota la seva jurisdicció, actua per desenvolupar el capital humà, augmentar el vigor social i econòmic de la societat israeliana, i mantenir la igualtat d'oportunitats en tots els àmbits de la ciència i la tecnologia. Entre els seus objectius, el ministeri constitueix un nexe d'unió entre la recerca bàsica, la recerca aplicada i el desenvolupament industrial. Un altre objectiu central del ministeri és reforçar, a més d'iniciar, col·laboracions científiques amb altres països i organitzacions internacionals. Entre els anys 1949 i 1999, i novament entre el 2003 i el 2006, la cultura va ser inclosa en la cartera del ministre d'educació. De la mateixa manera, l'esport va formar part de la cartera del ministre d'educació entre els anys 1994 i 1999, i novament entre 2003 i 2006. En començar el govern de Binyamín Netanyahu en març de 2009, les àrees de cultura i esports es van separar del Ministeri de Ciència i Tecnologia, formant el Ministeri de Cultura i Esports d'Israel. En l'abril de 2013, el ministeri va afegir espai al seu nom per promoure la recerca i la tecnologia a l'espai. El càrrec de viceministre de Ciència i Tecnologia només ha estat ocupat una vegada, entre 1990 i 1991.

## Noms del ministeri
El ministeri ha patit diversos canvis de nom:
- 1982-1984: Ministeri de Ciència i Desenvolupament
- 1984-1988: Ministeri de Ciència i Tecnologia
- 1988-1993: Ministeri de Ciència i Desenvolupament
- 1993-1996: Ministeri de Ciència i Art
- 1996-1997: Ministeri de Ciència
- 1997-1999: Ministeri de Ciència i Tecnologia
- 1999-1999: Ministeri de Ciència
- 1999-2002: Ministeri de Ciència, Cultura i Esport
- 2003-2004: Ministeri de Ciència i Tecnologia
- 2006-2009: Ministeri de Ciència, Cultura i Esport
- 2009-2013: Ministeri de Ciència i Tecnologia
- 2013-present: Ministeri de Ciència, Tecnologia i Espai[2]

## Llista de ministres
| No. | Ministre           | Partit        | Inici                  | Final                  |
| --- | ------------------ | ------------- | ---------------------- | ---------------------- |
| 1   | Yuval Ne'eman      | Likkud        | 26 de juliol de 1982   | 13 de setembre de 1984 |
| 2   | Gideon Patt        | Likkud        | 13 de setembre de 1984 | 22 de desembre de 1988 |
| 3   | Ezer Weizman       | Alineament    | 22 de desembre de 1988 | 15 de març de 1990     |
| 4   | Yuval Ne'eman      | Likkud        | 11 de juny de 1990     | 21 de gener de 1992    |
| 5   | Amnon Rubinstein   | Meretz        | 13 de juliol de 1992   | 31 de desembre de 1992 |
| 6   | Shimon Sheetrit    | Laborista     | 13 de juliol de 1992   | 7 de juny de 1993      |
| 7   | Shulamit Aloni     | Meretz        | 7 de juny de 1993      | 18 de juny de 1996     |
| 8   | Benny Begin        | Likkud        | 18 de juny de 1996     | 16 de gener de 1997    |
| 9   | Benjamin Netanyahu | Likkud        | 18 de juny de 1996     | 9 de juliol de 1997    |
| 10  | Michael Eitan      | Likkud        | 9 de juliol de 1997    | 13 de juliol de 1998   |
| 11  | Silvan Shalom      | Likkud        | 13 de juliol de 1998   | 6 de juliol de 1999    |
| 12  | Ehud Barak         | Laborista     | 6 de juliol de 1999    | 5 d'agost de 1999      |
| 13  | Maten Vilnai       | Laborista     | 5 d'agost de 1999      | 2 de novembre de 2002  |
| 14  | Eliezer Sandberg   | Shinui        | 28 de febrer de 2003   | 19 de juliol de 2004   |
| 15  | Ilan Shalgi        | Shinui        | 24 de juliol de 2004   | 29 de novembre de 2004 |
| 16  | Victor Brailovsky  | Shinui        | 29 de novembre de 2004 | 4 de desembre de 2004  |
| 17  | Maten Vilnai       | Laborista     | 28 d'agost de 2005     | 23 de novembre de 2005 |
| 18  | Roni Bar-On        | Kadima        | 18 de gener de 2006    | 4 de maig de 2006      |
| 19  | Ophir Pines-Paz    | Laborista     | 4 de maig de 2006      | 1 de novembre de 2006  |
| 20  | Yuli Tamir         | Laborista     | 5 de novembre de 2006  | 21 de març de 2007     |
| 21  | Raleb Majadele     | Laborista     | 21 de març de 2007     | 31 de març de 2009     |
| 22  | Daniel Hershkowitz | La Casa Jueva | 31 de març de 2009     | 18 de març de 2013     |
| 23  | Yaakov Peri        | Yesh Atid     | 18 de març de 2013     | 14 de maig de 2015     |
| 24  | Danny Danon        | Likkud        | 14 de maig de 2015     | 27 d'agost de 2015     |
| 25  | Ofir Akunis        | Likkud        | 27 d'agost de 2015     | En el càrrec           |

## Llista de viceministres
| No. | Viceministre   | Partit | Inici                  | Final                |
| --- | -------------- | ------ | ---------------------- | -------------------- |
| 1   | Geula Cohen    | Tehiya | 25 de juny de 1990     | 31 d'octubre de 1991 |
| 2   | Tzipi Hotovely | Likkud | 29 de desembre de 2014 | 14 de maig de 2015   |